# Vizekönigreich Neugranada

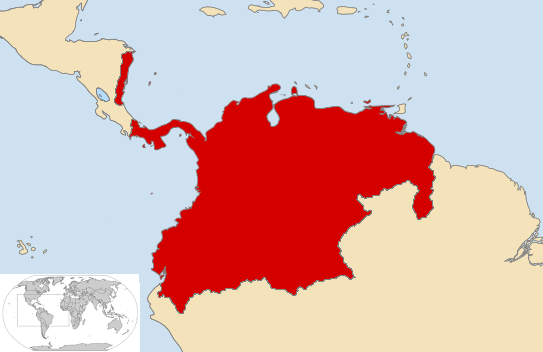
Neugranada 1723 mit der beanspruchten Miskitoküste

Das Vizekönigreich Neugranada (spanisch Virreinato de Nueva Granada) war ein spanisches Vizekönigreich in Südamerika, das die heutigen Staaten Venezuela, Kolumbien, Panama und Ecuador umfasste. Außerdem erhob es Anspruch auf die vom Königreich England bzw. Königreich Großbritannien beherrschte Miskitoküste. Seine Hauptstadt war zunächst Cartagena de Indias und dann Santa Fé de Bogotá (heute Kolumbien), es war in Statthalterschaften (gobernaciones) untergliedert.

## Geschichte
Gegründet wurde das Vizekönigreich am 27. Mai 1717 unter dem Namen Virreinato de Santa Fé del Nuevo Reino de Granada. Nach der Auflösung 1723 wurde es 1739 unter dem Namen Virreinato de Nueva Granada erneut gegründet.
Das Vizekönigreich wurde aus Teilen der bereits bestehenden spanischen Vizekönigreiche Neuspanien und Peru gebildet und war somit das dritte spanische Vizekönigreich auf amerikanischem Boden. Neuspanien bestand aus weiten Teilen der heutigen USA, Mexiko, den karibischen Inseln, Mittelamerika mit Ausnahme Panamas sowie den Philippinen, Nordborneo und einigen pazifischen Inseln. Außerdem umfasste es bis zur Gründung von Neugranada auch Venezuela. Peru umfasste ursprünglich den gesamten Spanien nach dem Vertrag von Tordesillas zustehenden Teil des südamerikanischen Kontinents mit Ausnahme Venezuelas, ferner auch Panama und die Miskitoküste (1655 an England abgetreten).
Die Gründung eines weiteren Vizekönigreichs wurde notwendig, nachdem sich die Verwaltung der weiten Gebiete, die unter spanischer Herrschaft standen, in einem einzigen Vizekönigreich zunehmend als schwierig erwiesen hatte. Damals mussten alle Waren, die von und nach Spanien ein- beziehungsweise ausgeführt wurden, erst über den Isthmus von Panama, dann über die Hauptstadt des Vizekönigreichs Peru, Lima, verbracht werden. Dort wurden diese versteuert oder mit Abgaben belegt, was zu einer erheblichen Korruption führte.
Die Wahl Bogotás als Hauptstadt erwies sich bald als wenig günstig, da sie auf 2600 m gelegen nur schwer über Wasser, den Río Magdalena, und ab Honda nur auf einem beschwerlichen Landweg zu erreichen war.

Neugranada im Jahr 1810 (mit Miskitoküste)

Später, 1776, wurde noch ein viertes Vizekönigreich, Río de la Plata (heute: Argentinien, Bolivien, Uruguay und Paraguay), gegründet. Auch das 1777 gegründete Generalkapitanat Venezuela war in der Folge weitgehend unabhängig vom Vizekönigreich Neugranada.
Nach der Unabhängigkeit der Vizekönigreiche ab 1810 übernahm die heutige Republik Kolumbien zunächst den Namen Neugranada (República de la Nueva Granada), bis sie 1819 Teil Großkolumbiens wurde. Nach der Auflösung Großkolumbiens durch die Abspaltung von Venezuela und Ecuador im Jahre 1830 trug Kolumbien noch bis 1861 den Namen des ehemaligen Vizekönigreiches.

## Vizekönige
Anmerkungen
1. ↑  Amtierender Vizekönig (ohne förmlichen Titel).
2. ↑  Nach der Auflösung 1723 wurde es 1739 unter dem Namen Virreinato de Nueva Granada erneut gegründet.
3. ↑  Benannt, trat aber den Posten nicht an.